# Pseudepipona clypalaris
Pseudepipona clypalaris är en stekelart som beskrevs av Giordani Soika. Pseudepipona clypalaris ingår i släktet Pseudepipona och familjen Eumenidae. Inga underarter finns listade i Catalogue of Life.